# Kanton Riom-ès-Montagnes
Riom-ès-Montagnes is een kanton van het Franse departement Cantal. Het kanton maakt deel uit van de arrondissementen Mauriac (14) en Saint-Flour (9). 

## Gemeenten
Het kanton Riom-ès-Montagnes omvatte tot 2014 de volgende 8 gemeenten:
- Apchon
- Collandres
- Menet
- Riom-ès-Montagnes (hoofdplaats)
- Saint-Étienne-de-Chomeil
- Saint-Hippolyte
- Trizac
- Valette

Door de herindeling van de kantons bij decreet van 13 februari 2014, met uitwerking op 22 maart 2015 werd het kanton uitgebreid met volgende 15 gemeenten:
- Auzers
- Chanterelle
- Condat
- Le Falgoux
- Lugarde
- Marcenat
- Marchastel
- Méallet
- Montboudif
- Montgreleix
- Moussages
- Saint-Amandin
- Saint-Bonnet-de-Condat
- Saint-Vincent-de-Salers
- Le Vaulmier